# Abraxas martaria
Abraxas martaria är en fjärilsart som beskrevs av Achille Guenée 1858. Abraxas martaria ingår i släktet Abraxas och familjen mätare. Inga underarter finns listade i Catalogue of Life.